# (34923) 4870 P-L
4870 P-L (asteroide 34923) é um asteroide da cintura principal. Possui uma excentricidade de 0.11177490 e uma inclinação de 4.79670º.
Este asteroide foi descoberto no dia 24 de setembro de 1960 por Cornelis Johannes van Houten e Ingrid van Houten-Groeneveld e Tom Gehrels em Palomar.